# Ким Иль Нам
Ким Иль Нам (кор. 김일남; род. 15 марта 1980) — северокорейский бегун-марафонец, выступавший на международном уровне в 2003—2010 годах. Победитель и призёр ряда крупных международных стартов, участник летних Олимпийских игр в Пекине.

## Биография
Ким Иль Нам родился 15 марта 1980 года.
Впервые заявил о себе на марафонской дистанции в сезоне 2003 года, когда с результатом 2:19:10 занял 11-е место на Пхеньянском марафоне.
В 2005 году финишировал восьмым в зачёте Пхеньянского марафона (2:20:13).
На Пхеньянском марафоне 2006 года показал время 2:22:05, закрыв десятку сильнейших.
В 2007 году вновь стал восьмым в зачёте Пхеньянского марафона (2:17:33), занял 20-е место на Пекинском марафоне (2:18:42).
На Пхеньянском марафоне 2008 года пришёл к финишу третьим и установил свой личный рекорд — 2:14:38. Благодаря этому успешному выступлению вошёл в основной состав северокорейской сборной и удостоился права защищать честь страны на летних Олимпийских играх в Пекине — в программе марафона показал время 2:21:51, расположившись в итоговом протоколе соревнований на 42-й строке.
В 2009 году был десятым на Пхеньянском марафоне (2:17:43).
На Пхеньянском марафоне 2010 года с результатом 2:22:04 занял 16-е место.
Впоследствии больше не показывал сколько-нибудь значимые результаты на крупных международных стартах.